# قافزات الأوراق وأشباهها
قافزات الأوراق وأشباهها (الاسم العلمي:Cicadelloidea) هي فوق فصيلة من الحشرات تتبع دون رتبة زيزيات الشكل من رتبة نصفيات الأجنحة.

## التصنيف
- قافزات الأوراق
  - التيفلاوات
    - الإمبواسكاوية
      - الإمبواسكة